# Ansorges Flösselhecht
Ansorges Flösselhecht (Polypterus ansorgii) ist ein afrikanischer Süßwasserfisch aus der Familie der Flösselhechte (Polypteridae). Die Art wurde bisher im Rio Corubal in Guinea-Bissau, im oberen Stromgebiet des Niger in der Nähe von Kouroussa in Guinea und im Kainji-Stausee sowie im Ogun in Nigeria gefunden. Die Art wurde zu Ehren des Arztes und Naturforschers William John Ansorge (1850–1913) benannt, der die afrikanische Fauna erforscht hat.

## Merkmale
Polypterus ansorgii wird maximal 28 cm lang. Der mit in schrägen Reihen angeordneten Ganoidschuppen bedeckte, langgestreckte Körper ist in den vorderen zwei Dritteln im Querschnitt annähernd rund. Das letzte Körperdrittel ist seitlich abgeflacht. Die Fische sind grünlich-schwarz gefärbt und haben große schwarze Flecken auf den Körperseiten. Der Unterkiefer der Fische ist genau so lang wie der Oberkiefer und steht nicht vor. Polypterus ansorgii hat 55 bis 62 Schuppen in einer Reihe entlang der Seitenlinie, 42 bis 46 Schuppen in einer Reihe rund um den Körper und 11 bis 13 Schuppen vor dem ersten Flössel. Die Seitenlinienschuppen älterer Exemplare sind an ihrem hinteren Rand eingekerbt. Die Anzahl der Rückenflössel liegt bei 12 bis 15. Die Afterflosse wird von 12 bis 14 Flossenstrahlen gestützt. Die Brustflossen reichen bis zum ersten Flössel.

## Lebensweise
Wie alle Flösselhechte ist Ansorges Flösselhecht eine bodenbewohnende Fischart, die über die als Lunge dienende Schwimmblase auch Luft atmen kann. Sie lebt in Flüssen und Sümpfen und ernährt sich vor allem von Fischen, daneben von Schnecken und Krebstieren.